# Кристофер Ли
Сер Кристофер Френк Карандини Ли (енгл. Christopher Frank Carandini Lee; Белгрејвија, 27. мај 1922 — Челси, 7. јун 2015) био је енглески глумац, певач, аниматор и официр. Највише се памти као хорор икона, пре свега због 9 успешних филмова у које је играо улогу грофа Дракуле снимљених за Британску кућу Хамер Филм продакшн. Борио се на страни Финаца у Зимском рату (1939), а после је био припадник британске војске током Другог светског рата (1940—1945).
Кристофер Ли је био можда једини глумац његове генерације који је глумио у многим филмовима и култним сагама. Иако најзначајнији за приказивање вампира жељног крви, Дракулу, на екрану, он се приказивао и као други разни ликови на екрану, од којих су већина били антагонисти, било да је Франциско Скараманга у Џемјс Бонд филму, Човеку са златним пиштољем (1974), или Грофа Дуку у филмовима Звездани ратови — епизода II: Напад клонова (2002) и Звездани ратови — епизода III: Освета сита (2005), или као чудовиште из наслова у Хамеровом хорор филму, Мумија (1959) или као Саруман у свим деловима филмских трилогија Господар прстенова и Хобит.

## Биографија
Ли је рођен 1922. године у Лондону, Енглеској, где су он и његова старија сестра Ксандра били подизани од стране њихових родитеља, Контесе Естеле Марије (Карандини ди Сарзано) и Џефрија Тролија Лија, професионалног војника, све до њиховог развода 1926.године. Касније, док је Ли и даље био дете, његова мајка се удала (и касније развела) за Харкорта Џорџа Сент Кроа (надимка Ингл), који је био банкар. Лијев прадеда са мајчине стране је био италијански политички избеглица, док је Лијева прабаба била енглеска оперска певачица Марија (Бургес) Карандини.
После похађања Велингтон колеџа од четрнаесте до седамнаесте године, Ли је радио као службеник у неколико лондонских бродских компанија све до 1941. године када је уписан у Краљевску ваздухопловне снаге током Другог светског рата. После пуштања из војне слузбе, Ли се придружио Организацији Ранга 1947. године, тренирајући као глумац у њиховој „Школи шарма” и играјући неколико делова у филмовима попут Коридора огледала (1948). Појавио се кратко у Хамлету (1948) Лоренса Оливијеа, у којем се појавио и његов будући партнер у хорорима Питер Кушинг. Оба глумца су се такође касније појавила у Моулин Ружу (1952), али се нису срели пре њихових хорор филмова заједно.
Ли је имао бројне улоге у филму и телевизији током педесетих година. Борио се на почетку у својој новој каријери јер је био дискриминисан као виши него водећи мушких глумци његовог доба и због његовог превише страним изгледом. Међутим, играње чудовишта у Хамеровом филму Франкенштајново проклетство (1957). Показао се као обдарен у прерушавању, јер је било успешно, довело га је до тога да је потписан за будуће улоге у Хамеровој филмској продукцији. Лијево удружење са Хамеровом филмској продукцији га је довела у контакт са Питером Кушингом, и постали су добри пријатељи. Ли и Кушинг често су играли контрастне улоге у Хамеровим филмовима, где је Кушинг био протагониста, а Ли је био антагониста, било да су Ван Хелсинг и гроф Дракула у филму Дракулин хорор (1958), или Џон Банинг и Мумија Карис у филму Мумија (1959).
Ли је наставио своју улогу као Дракула у низу Хамерових наставака током 1960-их и почетком седамдесетих година. Током овог периода, играо је у филму Баскервилски пас (1959) и направио је бројне наступе као Фу Манчу, а нарочито у првом делу The Face of Fu Manchu (1965), а такође се појавио у низу филмова у Европи. Са својом продукцијом, Charlemagne Productions, Ltd., Ли је направио Nothing But the Night (1973) и To the Devil a Daughter (1976). Од средине седамдесетих глуми у филмовима који нису више хорор, као што су Приватни живот Шерлока Холмса (1970), Три мускетара (1973), Четири мускетара (1974), и Човек са златним пиштољем (1974).
Успех ових филмова омогућио му је да се крајем седамдесетих пресели у Холивуд, где је остао заузет глумац али је имао већином не тако познате филмске и телевизијске наступе, па се вратио назад у Енглеску. Почетком новог миленијума успео је у одређеној мери да поврати своју каријеру, током ког је глумио грофа Дукуа у филму Ратови звезда: Епизода II — Напад клонова (2002) и Сарумана Белог у трилогији Господар прстенова. Ли је поново глумио грофа Дукуа у филму Ратови звезда: Епизода III — Освета сита (2005), као и оца лика којег је глумио Џони Деп у филму Чарли и фабрика чоколаде (2005).
Јуна 16. проглашен је командантом Реда Британске Империје у знак признања за своје услуге драми. Дана 13. јуна 2009 номинован је за Витешког дипломца (Knight Bachelor) због својих услуга драми и добробити.
Ли је умро у Челсију (Лондон) 7. јуна 2015. године у 8:30, након што је прославио свој 93. рођендан. Његова жена је вест о његовој смрти објавила 11. јуна.

## Филмографија
| Улоге Кристофер Ли |                                             |                                                   |                           |                          |
| Година             | Српски назив                                | Изворни назив                                     | Улога                     | Напомена                 |
| 1948.              | Хамлет                                      | Hamlet                                            | носач копља               | непотписан               |
| 1957.              | Франкенштајново проклетство                 | The Curse of Frankenstein                         | Франкенштајново чудовиште |                          |
| 1957.              | Истина о жени                               | The Truth About Women                             |                           |                          |
| 1958.              | Дракулин хорор                              | Horror of Dracula                                 | Дракула                   |                          |
| 1959.              | Баскервилски пас                            | The Hound of the Baskervilles                     | сер Хенри Баскервил       |                          |
| 1960.              | Град смрти                                  | The City of the Dead                              |                           |                          |
| 1962.              | Шерлок Холмс                                | Sherlock Holmes and the Deadly Necklace           |                           |                          |
| 1962.              | Слагалица златног Охрида                    |                                                   |                           |                          |
| 1964.              | Горгона                                     | The Gorgon                                        | професор Карл Мајстор     |                          |
| 1966.              | Дракула: Принц таме                         | Dracula: Prince of Darkness                       | Дракула                   |                          |
| 1968.              | Дракула је устао из гроба                   | Dracula Has Risen from the Grave                  | Дракула                   |                          |
| 1970.              | Окуси Дракулину крв                         | Taste the Blood of Dracula                        | Дракула                   |                          |
| 1970.              | Приватни живот Шерлока Холмса               | The Private Life of Sherlock Holmes               | Мајкрофт Холмс            |                          |
| 1970.              | Дракулини ожиљци                            | Scars of Dracula                                  | Дракула                   |                          |
| 1972.              | Дракула у 1972-ој                           | Dracula A.D. 1972                                 | Дракула                   |                          |
| 1973.              | Дракулини сатанистички ритуали              | The Satanic Rites of Dracula                      | Дракула                   |                          |
| 1973.              | Човек од прућа                              | The Wicker Man                                    | Лорд Самерајл             |                          |
| 1973.              | Три мускетара                               | The Three Musketeers                              | Рошфорт                   |                          |
| 1974.              | Четири мускетара                            | The Four Musketeers                               | Рошфорт                   |                          |
| 1974.              | Човек са златним пиштољем                   | The Man with the Golden Gun                       | Франсиско Скараманга      |                          |
| 1975.              | Свемир 1999                                 | Space: 1999                                       | капетан Зандор            |                          |
| 1985.              | Урликање 2: Твоја сестра је вукодлак        | Howling II: Your Sister Is a Werewolf             | Стефан Кроско             |                          |
| 1998.              | Прича о мумији                              | Tale of the Mummy                                 | Ричард Теркел             |                          |
| 1999.              | Успавана долина                             | Sleepy Hollow                                     |                           |                          |
| 2001.              | Господар прстенова: Дружина прстена         | The Lord Of The Rings: The Fellowship Of The Ring | Саруман                   |                          |
| 2002.              | Звездани ратови — епизода II: Напад клонова | Star Wars Episode II: Attack of the Clones        | Гроф Дуку                 |                          |
| 2002.              | Господар прстенова: Две куле                | The Lord of the Rings: The Two Towers             | Саруман                   |                          |
| 2003.              | Господар прстенова: Повратак краља          | The Lord of the Rings: The Return of the King     | Саруман                   | само у проширеном издању |
| 2005.              | Звездани ратови — епизода III: Освета сита  | Star Wars Episode III: Revenge of the Sith        | Гроф Дуку                 |                          |
| 2005.              | Чарли и фабрика чоколаде                    | Charlie and the Chocolate Factory                 | др Вилбур Вонка           |                          |
| 2005.              | Мртва невеста                               | Corpse Bride                                      | Пастор Галсвелс           | глас                     |
| 2008.              | Звездани ратови: Клонски ратови             | Star Wars: The Clone Wars                         | Гроф Дуку                 | глас                     |
| 2010.              | Алиса у земљи чуда                          | Alice in Wonderland                               | Џабервоки                 | глас                     |
| 2011.              | Иго                                         | Hugo                                              | господин Лабис            |                          |
| 2012.              | Хобит: Неочекивано путовање                 | The Hobbit: An Unexpected Journey                 | Саруман                   |                          |
| 2014.              | Хобит: Битка пет армија                     | The Hobbit: The Battle of the Five Armies         | Саруман                   |                          |
| 2024.              | Господар прстенова: Рат Рохирима            | The Lord of the Rings: The War of the Rohirrim    | Саруман                   | глас; архивски снимак    |